# ATP Challenger Trophy 2013
L'ATP Challenger Trophy 2013 è stato un torneo di tennis facente parte della categoria ATP Challenger Tour nell'ambito dell'ATP Challenger Tour 2013. È stata la 7ª edizione del torneo che si è giocata a Trnava in Slovacchia dal 16 al 22 settembre 2013 su campi in terra rossa e aveva un montepremi di €42,500+H.

## Partecipanti singolare

### Teste di serie
| Nazionalità | Giocatore       | Ranking* | Testa di serie |
| ----------- | --------------- | -------- | -------------- |
| Russia      | Andrej Kuznecov | 83       | 1              |
| Rep. Ceca   | Jan Hájek       | 103      | 2              |
| Slovenia    | Aljaž Bedene    | 107      | 3              |
| Germania    | Julian Reister  | 109      | 4              |
| Romania     | Adrian Ungur    | 117      | 5              |
| Slovacchia  | Andrej Martin   | 120      | 6              |
| Francia     | Stéphane Robert | 133      | 7              |
| Serbia      | Dušan Lajović   | 142      | 8              |

- Ranking al settembre 2013.

### Altri partecipanti
Giocatori che hanno ricevuto una wild card:
- Pavol Červenák
- Adam Pavlásek
- Martin Přikryl
- Mike Urbanija

Giocatori che sono passati dalle qualificazioni:
- Riccardo Bellotti
- Pascal Brunner
- Nikola Ćaćić
- Antal Van Der Duim

## Vincitori

### Singolare
Julian Reister ha battuto in finale  Adrian Ungur con il punteggio di 7–6(3),6–3

### Doppio
Marin Draganja /  Mate Pavić hanno battuto in finale  Aljaž Bedene /  Jaroslav Pospíšil con il punteggio di 7–5, 4–6, [10–6]